# Concilio di Agde

La distribuzione della diocesi rappresentate al Concilio di Agde.

Il Concilio di Agde fu tenuto il 10 settembre 506, appena fuori dalle mura della città portuale di Agde in Linguadoca, nella locale chiesa di Saint-André d'Agde e fu convocato e presieduto dal vescovo gallo Cesario, arcivescovo di Arles. Il suo fu un incarico affidato dal re visigoto Alarico II (che però non suggellò l'adesione sua e dei visigoti al cristianesimo cattolico, rimanendo ariani), che lo pensò come un concilio "nazionale" del suo regno e come momento di incontro e fusione fra clero gallo-romano e governo ostrogoto. Il concilio si situava sulla scia di una tradizione consolidata: proprio in Gallia, due secoli prima, vi fu il concilio d'Arles, il primo ad essere convocato da un imperatore.
Al Concilio parteciparono i rappresentanti delle otto province della Gallia sotto il controllo dei Visigoti, regnante Alarico II. Si trattò di un totale di 24 vescovi, più dieci prelati in rappresentanza di altrettanti vescovi impossibilitati a presenziare.
Il concilio Agathense è il primo concilio ad avere luogo nei regni barbarici succeduti all'Impero romano d'Occidente, e per varie ragioni si connota come episodio di grande portata storica e politica. Per la sua collocazione cronologica e anche per le modalità in cui si realizza può essere considerato un decisivo snodo, non solo simbolico, tra l'epoca romana e il periodo merovingio, un concreto momento di transito tra chiesa gallo-romana e chiesa gallo-franca.
Tuttavia, per motivi politici, non tutto il territorio visigoto fu rappresentato nel Concilio: il vescovo di Aix, ad esempio, si rifiutò di presenziare o di inviare un suo rappresentante in aperta protesta contro le istanze di Cesario, il quale secondo lui pretendeva di esercitare diritti di metropolita su di lui. Nonostante alcune importanti assenze, tuttavia, si può considerare rappresentativo del clero del periodo gallo-romano. Il Concilio redasse 49 canoni e, alla chiusura, i padri decisero di lì ad un anno di ritrovarsi significativamente nella capitale del regno, Tolosa. La morte del re nella battaglia di Vouillé contro i Franchi e con la fine al dominio visigoto in Gallia, il concilio non venne mai convocato.
Agde, Orléans e Epaon hanno due fatti importanti in comune: il carattere nazionale dei concili e l'utilizzo politico dello strumento conciliare, scelto come momento di incontro e integrazione fra le nuove popolazioni dominante e quelle dominate, rappresentate quest'ultime dai vescovi, destinati a diventare interlocutori d'elezione dei re barbari.

## Le decisioni più importanti
- Tutti i cristiani hanno l'obbligo di ricevere l'Eucaristia almeno tre volte l'anno: a Pasqua, alla Pentecoste ed a Natale;
- Il popolo deve ricevere la benedizione eucaristica dopo le preghiere della sera (Canone XXX)
- Vengono precisate dal XVII canone certe modalità dell'ordinazione sacerdotale od episcopale: «Nessun metropolita dovrà procedere all'ordinazione di chi non ha ancora compiuto trent'anni, che è l'età perfetta per l'uomo, né nominare diacono chi non avrà raggiunto i venticinque anni.» È opportuno indicare che questa norma, allora, era già in vigore, ma alcuni vescovi non la seguivano quando i soggetti destinatari davano prova di notevole devozione.
- In pieno periodo d'invasioni barbariche, il concilio volle esprimersi anche sugli ebrei per «…impedire a costoro di contaminare i cristiani»: questa era la parola d'ordine della Chiesa del VI secolo. Dal 506 il concilio definì in quali condizioni il battesimo doveva essere somministrato agli ebrei. Pare che, dopo le delibere di quest'assemblea conciliare, alcuni ebrei pencolassero fra le due religioni.[senza fonte] Una volta battezzati, essi praticavano più o meno la religione precedente. Il Concilio di Agde decise d'imporre un periodo di attenzione: «Gli Ebrei che vogliono abbracciare la religione cristiana, devono, secondo l'esempio dei catecumeni, tenersi per otto mesi sulla soglia della chiesa: se al termine di tale periodo, la loro fede viene riconosciuta sincera, essi otterranno la grazia del battesimo. Ma se in questo intervallo essi dovessero trovarsi in pericolo di morte, potranno essere battezzati prima del termine prescritto» Questo stesso Concilio proibì ai cristiani di mangiare con gli Ebrei: «Tutti i cristiani, appartenenti al clero o laici, devono astenersi dal prendere parte a banchetti con gli Ebrei; questi ultimi non mangiando gli stessi alimenti dei cristiani, è indegno e sacrilego per i cristiani toccare i loro cibi. Le vivande che noi mangiamo con il permesso dell'apostolo sono immonde per gli Ebrei. Un cristiano si dimostra quindi inferiore ad un ebreo se si assoggetta a cibarsi di piatti che quest'ultimo gli presenta e se, d'altro canto, l'Ebreo respinge con sdegno i cibi già in uso.» Questo divieto, già espresso dal Concilio di Vannes, doveva essere chiaramente poco rispettato, visto che altri concili lo rinnoveranno a più riprese. (Épône, 517; Orléans, 538 e Mâcon, 581). Secondo fonti storiche, i vescovi stessi non seguivano questa prescrizione. D'altra parte erano molti coloro che intrattenevano rapporti cordiali con gli Ebrei come attesta questa testimonianza a proposito di Cautinus, vescovo di Clermont tra il 551 ed il 571: «Con l'ebreo aveva egli l'atteggiamento sottomesso, era in termini famigliari, non per la loro conversione, cosa di cui un buon pastore dovrebbe sempre aver cura, ma per l'acquisto da loro di oggetti preziosi. Lo si lusingava facilmente e gli si prodigavano grandi adulazioni. Così gli vendevano delle cose ad un prezzo più alto del loro valore reale[3].»
- Nello stesso concilio si dispose la fustigazione dei monaci indocili e dei chierici colpevoli di ubriachezza. (Can. XXXVIII)
- Il concilio di Agde s'inserisce anche nella linea normativa dei precedenti per quanto riguarda la vita consacrata femminile. Avendo i concili regionali di Gallia abrogato il diaconato femminile (Nîmes 394-396, Orange 441), quello di Agde vietò anche di dare il velo alle monache prima del compimento del quarantesimo anno di età. Secondo il Concilio di Calcedonia (451), prima di quell'età non si potevano ordinare diaconesse. Ugualmente il concilio definì le future regole di clausura: «I monasteri femminili saranno siti ad una buona distanza da quelli dei monaci, sia per evitare l'infiltrazione del demonio che a causa della maldicenza della gente.»
- Nel canone XX del concilio viene proibito ai chierici d'indossare abiti «…non convenienti al loro stato, cioè che inizino loro stessi a violare le regole della modestia e del buon senso»;
- Nel canone LXII si condannano e si escludono i chierici che seguono gli àuguri. Si condanna egualmente chi, chierico o laico, li consulta: «La Chiesa li considererà come estranei»
- Il concilio conferma il precetto domenicale (canone 47), cioè di fronte alla tiepidezza o negligenza di alcuni, esso ha dovuto esplicitare il dovere dei fedeli a partecipare alla Messa domenicale. Così il concilio di Agde è una delle assemblee che lo pone del diritto canonico[È scritto un po' male]. Questi decreti di concili particolari, come fatto del tutto evidente, sono sfociati in un costume universale con carattere di obbligo.
- Lo stesso concilio di Agde ha confermato la pratica della tonsura (canone 20), insistendo soprattutto sulla necessità per i chierici di adottare acconciature modeste. Questo costume ecclesiastico rimarrà in vigore fino al 1972 (Riforma degli Ordini minori, Ministeria quaedam di papa Paolo VI).
- Venne trattato il tema della limitazione della schiavitù.[4]

## Elenco dei partecipanti
Al concilio presero parte rappresentanti di 34 Chiese della Gallia visigotica, fra le quali quattro sedi metropolitane (Arles, Bordeaux, Eauze, Bourges) e il rappresentante del metropolita di Tours. Di queste Chiese, 24 furono rappresentate dai loro rispettivi vescovi, mentre le altre da presbiteri e diaconi.
Questo è l'elenco delle 34 sottoscrizioni agli atti conciliari come riportato da Mansi nell'ottavo volume della sua Sacrorum Conciliorum nova et amplissima collectio.
- Cesario d'Arles
- Cipriano di Bordeaux
- Claro di Eauze
- Tetradio di Bourges
- Eracliano di Tolosa
- Sofronio di Agde
- Sedato di Nîmes
- Quinziano di Rodez
- Sabino di Albi
- Boezio di Cahors
- Graziano di Dax
- Nicezio di Auch
- Soave di Comminges
- Galattorio di Lescar
- Grato di Oloron
- Vigilio di Lectoure
- Materno di Lodève

- Pietro episcopus de Palatio[6]
- Licerio di Couserans
- Cronopio di Périgueux
- Probazio di Uzès
- Agrezio di Antibes
- Marcello di Senez
- Pentadio di Digne
- Avilio presbitero per Caprario di Narbona
- Giovanni presbitero per Vittorino di Fréjus
- Ingenuo presbitero per Apro di Tarbes
- Paolino presbitero per Eufrasio di Alvernia
- Pompeo presbitero per Giuliano di Avignone
- Polemio presbitero per Sestilio di Bazas
- Pietro presbitero per Marcello di Aire[7]
- Firmino presbitero per Pappolo[8]
- Ottimo diacono per Leonico di Mende
- Leone diacono per Vero di Tours